# Manuel Gutiérrez de la Concha

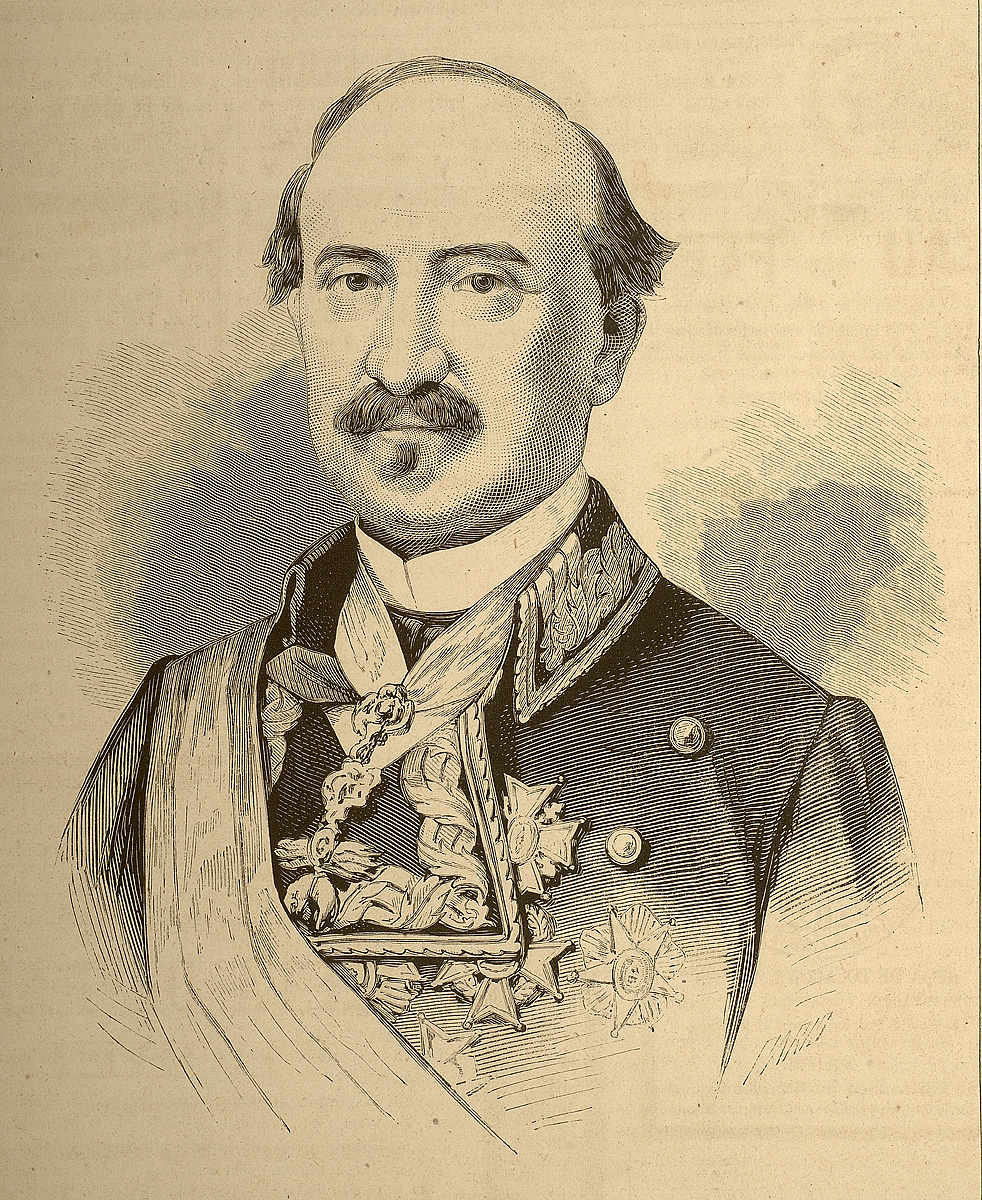
Manuel de la Concha

Don Manuel Gutierrez de la Concha, Marquis del Duero (* 25. April 1808 in Córdoba, Argentinien; † 28. Juni 1874 bei Estella gefallen) war ein spanischer General.
Don Manuel war der ältere Bruder des Generals und Staatsmanns José Gutiérrez de la Concha. Er kam nach dem Tode seines Vaters nach Spanien, wo er 1820 als Kadett in die Reales Guardias aufgenommen wurde. Im Feldzug gegen die Karlisten zeichnete er sich mehrfach aus und wurde 1840 Feldmarschall und Generalkommandant der Provinzen Guadalajara, Cuenca und Albacete und später der Provinz Katalonien. Nach der Beendigung des Bürgerkriegs beteiligte er sich am 7. Oktober 1841 am Aufstand gegen Baldomero Espartero und flüchtete anschließend nach Florenz. 1843 wurde er von der provisorischen Regierung zum Chefgeneral von Andalusien ernannt. Hier zwang er Espartero zur Flucht und nötigte sodann Saragossa zur Übergabe.
1845 wurde Don Manuel zum Generalkapitän von Katalonien ernannt, das sich gegen die Konskription aufgelehnt hatte. Er unterdrückte den Aufstand binnen 14 Tagen. Im März 1847 erfolgte die Ernennung zum Generalkapitän von Altkastilien und zum Befehlshaber des Beobachtungsheeres an der Grenze zu Portugal. Er ließ Porto belagern und es gelang ihm, den portugiesischen Aufstand ohne Blutvergießen zu unterdrücken. Hierfür wurde er in die Grandeza erster Klasse mit dem Titel eines Marques del Duero aufgenommen.

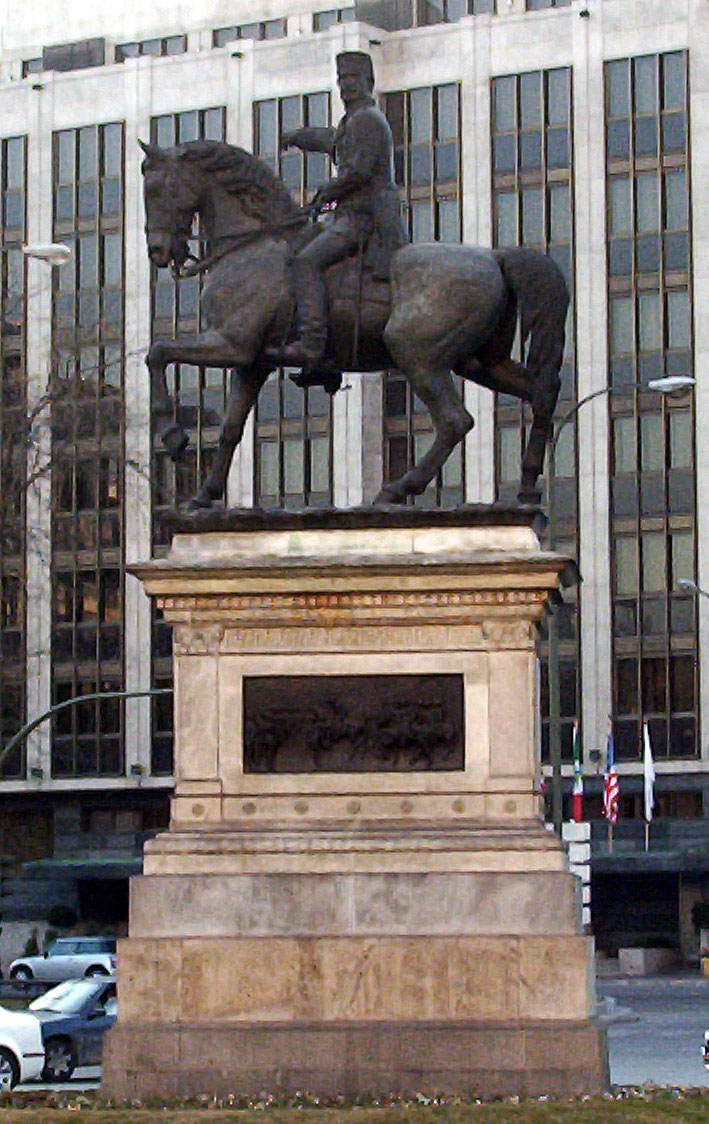
Gutiérrez-Denkmal in Madrid (1885).

1849 kommandierte er die spanische Armeeabteilung in Italien, die den Papst Pius IX. wieder in seine weltliche Herrschaft einsetzen sollte. Don Manuel besetzte am 1. Mai Terracina und ging im Dezember nach Spanien zurück. Ende 1853 richtete er gemeinsam mit Gonzalez Brabo und anderen eine Bitte an Königin Isabella, eine liberale Regierung einzusetzen und den Cortes einzuberufen. Daraufhin wurde er auf die Kanarischen Inseln verbannt, flüchtete von dort nach Frankreich und kehrte im folgenden Jahr, nachdem Espartero Ministerpräsident geworden war, nach Spanien zurück. Er wurde in alle seine Ämter und Würden wiedereingesetzt und erhielt zudem den Titel eines Marschalls.
Während des Kampfes in Marokko wurde Don Manuel zum Chefgeneral des 1. Heeres und Distrikts von Andalusien ernannt, eine Stellung, die er zwischen 1860 und 1864 bekleidete. Nachdem sein Bruder José das letzte Kabinett der Königin gebildet hatte, wurde er 1868 Chefgeneral von Kastilien. Nach der Schlacht von Alcolea am 28. September 1868 übertrug ihm sein Bruder den Oberbefehl über die Truppen von Madrid. Don Manuel, der die Stellung der Königin für unhaltbar hielt, erklärte dem Madrider Revolutionsausschuss, er wolle nur die Ordnung erhalten, bis die Sieger einträfen. Er übergab am 3. Oktober dem Anführer der Revolution, Francisco Serrano Domínguez, das Kommando.
Anschließend lebte Don Manuel im Ausland, bis er 1874 zum Kommandanten des dritten Nordheeres ernannt wurde. Er kämpfte siegreich in den Gefechten von Munecaz und Galdames (27., 28. und 30. April), nach denen die Karlisten die Belagerung von Bilbao aufgaben. Am 2. Mai zog Don Manuel in diese Stadt ein. Anschließend nahm er Villarreal und die Höhen von Arlaban (24. Mai) ein und wandte sich nun gegen Estella, den Hauptsitz des Prätendenten. Am 25. Juni eroberte er durch eine Umgehungsbewegung die Stellungen der Karlisten auf Monte Esquinza, wurde jedoch am 28. Juni 1874 bei einem Angriff auf die Verschanzungen des Berges Muru bei Estella von einer Kugel tödlich getroffen.
| Personendaten    | Personendaten                  |
| ---------------- | ------------------------------ |
| NAME             | Gutiérrez de la Concha, Manuel |
| ALTERNATIVNAMEN  | Gutierrez de la Concha, Manuel |
| KURZBESCHREIBUNG | spanischer General             |
| GEBURTSDATUM     | 25. April 1808                 |
| GEBURTSORT       | Córdoba, Argentinien           |
| STERBEDATUM      | 28. Juni 1874                  |
| STERBEORT        | bei Estella                    |